# Vishnu Temple
Der Vishnu Temple ist ein im Grand Canyon im Nordwesten des US-Bundesstaates Arizona gelegener, pyramidenförmiger, 2296 Meter hoher Berg.

## Etymologie
Der Vishnu Temple ist im Jahr 1880 nach der hinduistischen Gottheit Vishnu benannt worden – dem Erhalter und Erlöser des Universums. Die Namensbezeichnung geht auf Clarence Dutton zurück, für den der Berg in seiner Gestalt an einen Hindutempel erinnerte. In den Worten Duttons: Der schönste Butte (Tafelberg) der Schlucht befindet sich im Hangenden, in den Kaibab-Schichten. Jedoch kann er vom Point Sublime aus nicht eingesehen werden. Seine Höhe erreicht mehr als 1500 Meter. Der Berg ähnelt verblüffend einer orientalischen Pagode und wir haben ihn daher den Tempel Vishnus genannt.
Nach Dutton wurde es dann üblich, topographische Geländepunkte und auch Gesteinsformationen im Grand Canyon nach mythologischen Gottheiten zu bezeichnen. Der Name Vishnu Temple wurde offiziell im Jahr 1906 von der U.S. Board on Geographic Names angenommen.

## Geographische Lage
Der in seiner Längsachse nach Nordosten ausgerichtete Berg befindet sich im Coconino County Arizonas, etwa 3,2 Kilometer südsüdwestlich vom am North Rim (Nordrand des Grand Canyons) gelegenen Aussichtspunkt Cape Royal (2397 Meter). Er ist somit 101 Meter niedriger als der Südand des Kaibab-Plateaus. Etwa 2,4 Kilometer nördlich der Bergspitze erhebt sich Freya Castle (2225 Meter) und 3,2 Kilometer westnordwestlich der Wotans Throne (2359 Meter) als unmittelbarer, nächsthöherer Nachbar. Der 1869 Meter hohe Krishna Shrine liegt 1,5 Kilometer weiter südwestlich, der Rama Shrine (1954 Meter) knapp 1,7 Kilometer weiter südöstlich.
Der Vishnu Temple überragt den Colorado River (im Vergleich mit den auf 795 Meter gelegenen Hance Rapids im Süden) um 1501 Meter. Für den Entdecker Frederick Samuel Dellenbaugh stellte der Vishnu-Tempel zweifellos eine der imposantesten natürlich geschaffenen Felsskulpturen der bekannten Welt dar.

## Klima
Gemäß der Köppen-Geiger Klimaklassifikation gehört der Vishnu Temple zur kalten, semiariden Klimazone (Typus BWk).

## Erstbesteigung
Die Erstbesteigung des Gipfels erfolgte am 13. Juli 1945 durch Merrel Clubb und seinen Sohn. Die Anstiegsroute gehört laut dem Yosemite Decimal System in ihrem Schwierigkeitsgrad zur Klasse 4.

## Geologie

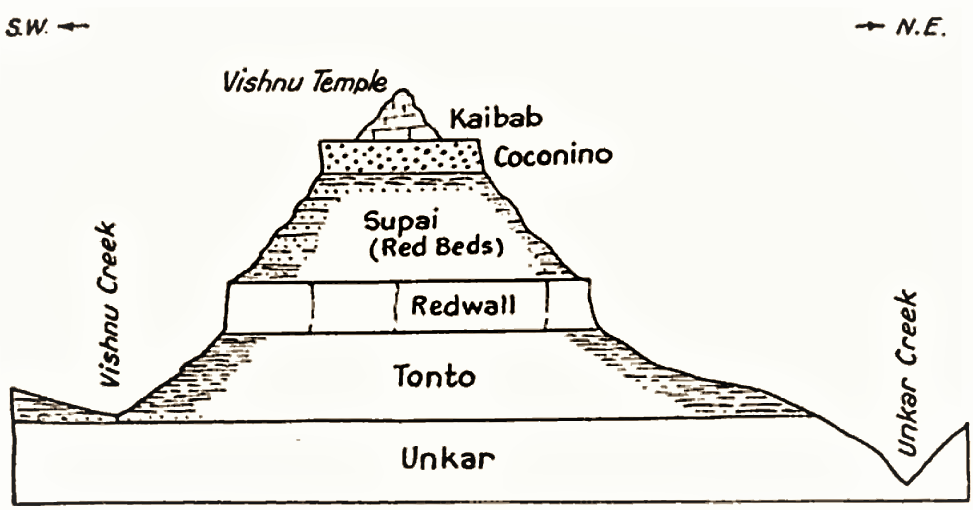
Vereinfachtes Geologisches Profil des Vishnu Temples

Der Vishnu Temple ist eine reliktuelle Erosionsform des Schichtenstapels im östlichen Grand Canyon. Seine sich zwischen dem Vishnu Creek im Westen und dem Unkar Creek im Osten erstreckende Basis wird von mesoproterozoischen Sedimenten der Unkar Group aufgebaut. Auf die schwach nach Nordost einfallenden Basissedimente der Unkar Group, die ihrerseits am südlich vorbei fließenden Colorado River über der Greatest Angular Unconformity winkeldiskordant das abgetragene Grundgebirge der Vishnu Basement Rocks verdecken, legen sich winkeldiskordant entlang der Great Unconformity die flach liegenden kambrischen Sedimente der Tonto Group mit Tapeats Sandstone im Liegenden, Bright-Angel-Formation und Muav-Formation im Hangenden. Es erscheint beispielsweise nordöstlich des Vishnu Temples in Richtung Unkar Creek unterhalb dem Tapeats Sandstone und der Great Unconformity das Solomon Temple Member des Dox Sandstones (YDs).
Über der Tonto Group baut sich erosionsdiskordant und nach einem beträchtlichen Hiatus die mächtige Steilwand des unterkarbonischen Redwall Limestones (Mr) auf. Weiter im Hangenden folgen dann erosionsdiskordant die oberkarbonische bis unterpermische Supai Group (PMs mit Watahomigi-Formation, Manakacha-Formation und Wescogame-Formation), sodann ebenfalls jeweils erosionsdiskordant die unterpermische, Hang-bildende Hermit-Formation (Ph) und der unterpermische Coconino Sandstone (Pc) im Gipfelaufbau. Der Gipfel selbst wird vom unterpermischen Kaibab Limestone gekrönt. Vorhanden ist jedoch nur das liegende Fossil Mountain Member (kartiert als Pkf). Der den Gipfel dominierende Coconino Sandstone ist ein cremefarbener Sandstein, der vor zirka 265 Millionen Jahren in Sanddünen eines Ergs abgelagert worden war. Angemerkt sei noch, dass sich im Nordwesten des Berges zwischen Redwall Limestone und der Supai Group noch die Surprise-Canyon-Formation (Ms) des Serpukhoviums als geringmächtige Lage erosionsdiskordant zwischenschaltet.

### Tektonik
Der Bergstock wird von mehreren Störungen beeinträchtigt, die Gipfelpyramide selbst bleibt jedoch hiervon unberührt. Recht  bedeutend ist eine Nordnordost-streichende Verwerfung, die durch den Sattel zum Rama Shrine zieht und an der eine Absenkung des Rama Shrines von immerhin 80 Meter erfolgte. Auch durch den Sattel zum Krishna Shrine zieht eine Störungszone, hier aber in nordnordwestlicher Richtung – und mit einem 10 bis 20 Meter eingesunkenen Zentralkeil. Eine Nordost-streichende Störung folgt dem Vishnu Creek talaufwärts und überquert den Sattel zum Freya Castle. Der Versatz ist hier mit 120 Meter sehr hoch und ließ den Block des Vishnu Temples im Vergleich zum Freya Castle absinken. Hierzu parallel verläuft noch eine kleinere Störung, an der die Nordwestecke des  Gipfelfundaments um 20 Meter einbrach.

## Photogalerie

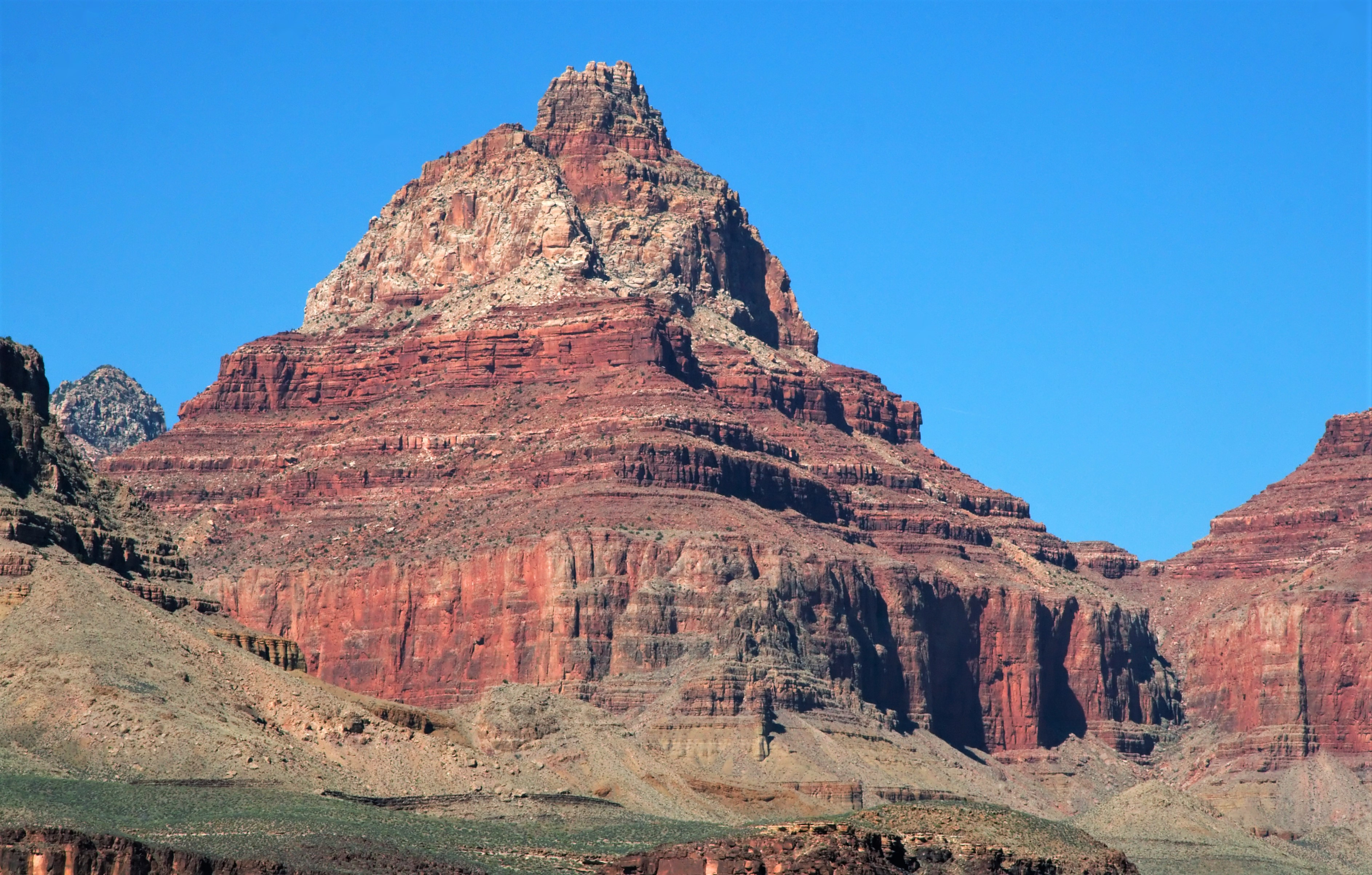
Der Vishnu Temple gesehen aus südlicher Richtung vom Tonto Trail
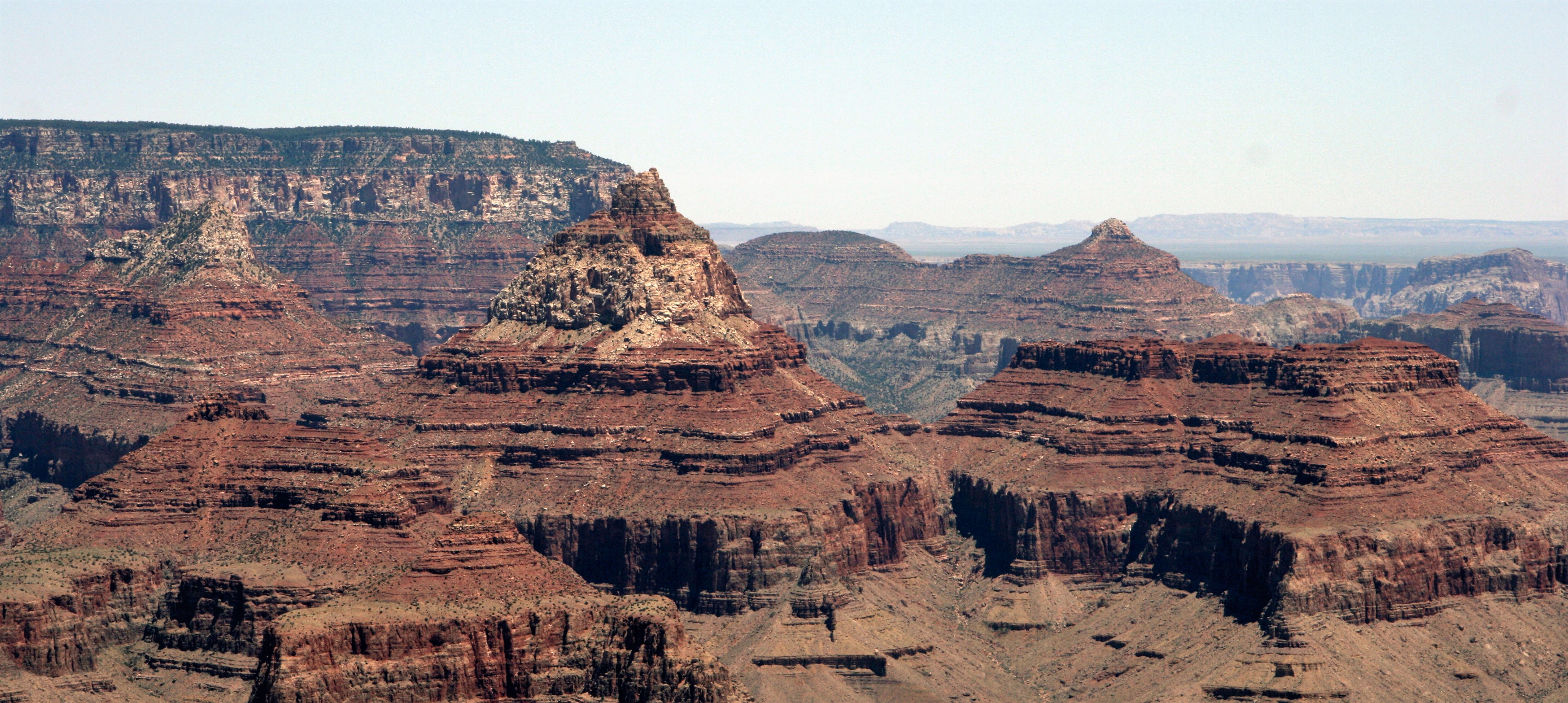
Von links Krishna Shrine, Vishnu Temple und Rama Shrine, im Hintergrund links Freya Castle
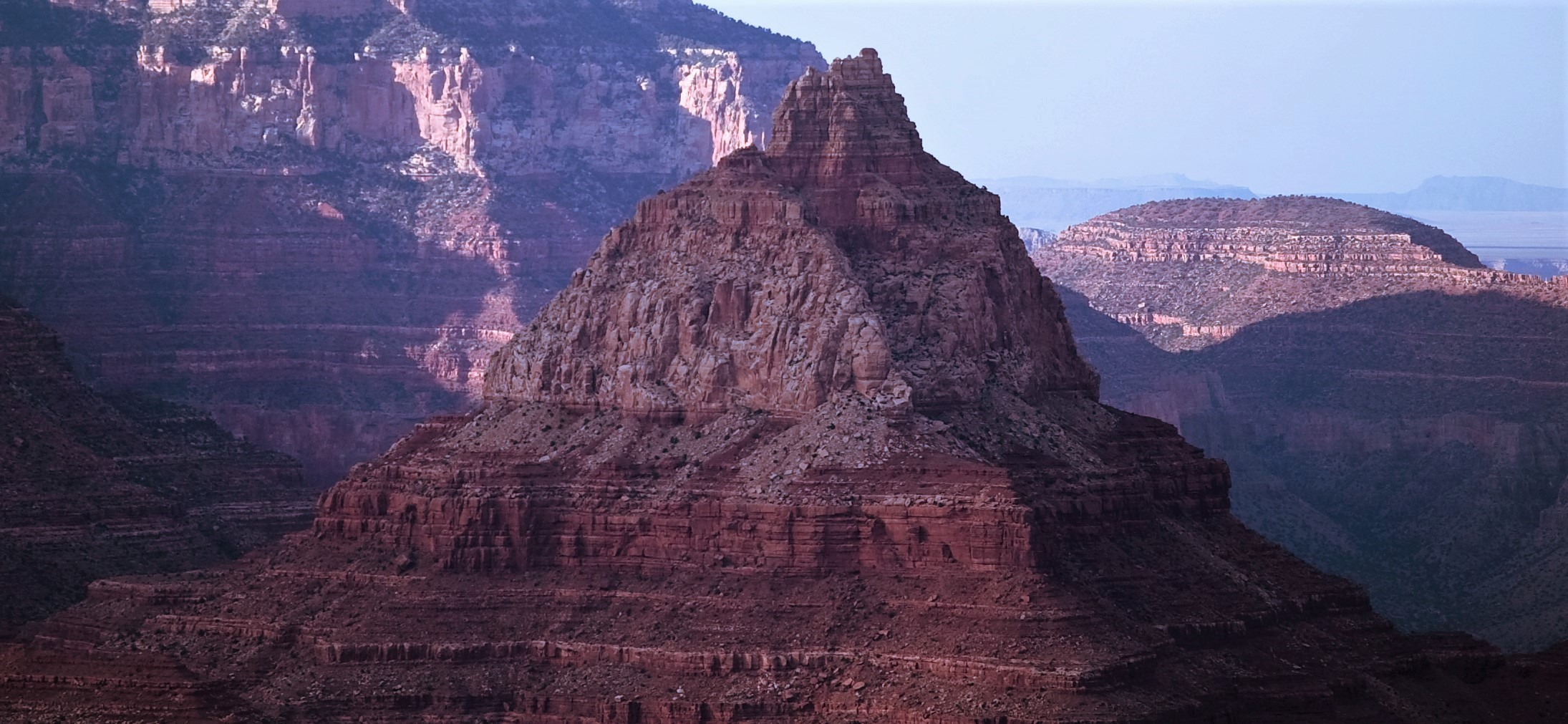
Vishnu Temple von Süden
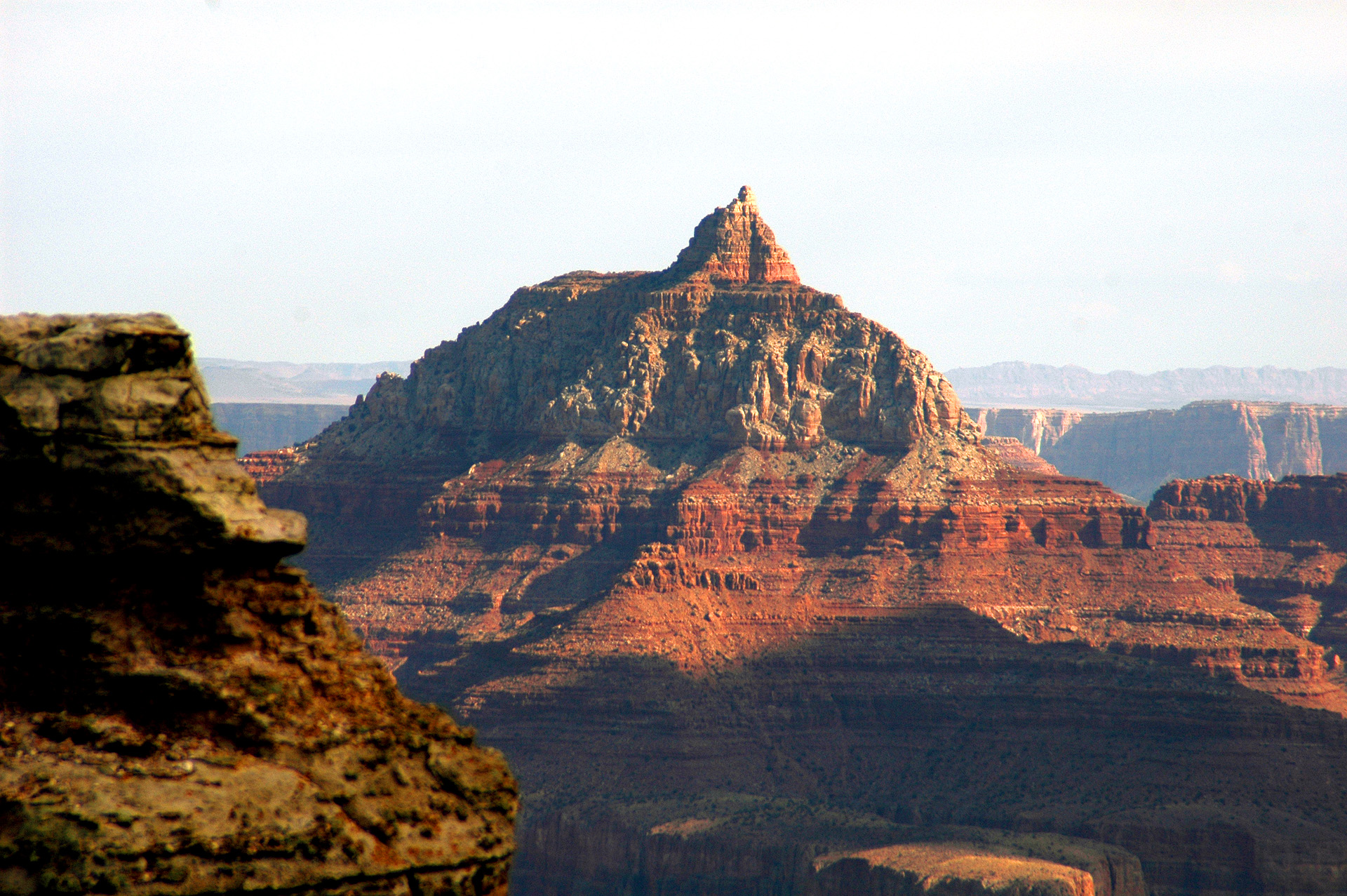
Vishnu Temple von Westen